# Saint-Quentin-de-Chalais
Saint-Quentin-de-Chalais és un municipi francès, del departament del Charente, a la regió de la Nova Aquitània, França.

## Denominació
L'actual denominació oficial fou instaurada el 1936. Durant la Revolució de 1789, el municipi era anomenat Quintinie. Abans aquest municipi es deia Saint-Quentin de Sèche. Entre 1790 i 1936 el municipi es deia Saint-Quentin.

## Geografia
El municipi és al sud de Charenta. El seu extrem sud està bordejat pel riu Dronne, que marca la frontera amb el departament de Dordonya.
Està al Cantó de Chalais, al Districte d'Angulema. Forma part de la comunitat de comunes del Pays de Chalais. El seu codi postal és el 16210. Està situat a la latitud de 45° 15′ 32″ nord i a la longitud de 0° 04′ 08″ est. Està entre 27 i 146 metres sobre el nivell del mar. Té una superfície de 12,38 km².

## Demografia
1793 - 879 habitants / 1861 - 737 habitants / 1896 - 452 habitants / 1962 - 233 habitants / 1982 - 219 habitants / 1990 - 243 habitants / 1999 - 250 habitants.

## Patrimoni i turisme

### Patrimoni religiós
- Església de Saint-Quentin-de-Chalais. És classificada Monument Històric des del 21 de setembre de 1913, la part central és d'estil romànic (Segle XII), i els laterals són d'estil gòtic primitiu (Segle XV). Com moltes altres esglésies, va ser construïda sobre les restes d'un edifici anterior. Al final de l'Edat Mitjana fou fortificada amb : camí de ronda, sala de guàrdia, muralla i campanar-torrassa.

La campana actual de l'església fou fosa el 1548 i fou refosa el 1907. Al principi, l'església tenia dues campanes, una d'elles fou fosa durant la revolució francesa per fer canons.
- La font de la guarició. Font lligada al pelegrinatge. Al costat de la font s'hi va construir una capella.

### Patrimoni civil
- el Terròs de Puygoyon és un terròs castral destruït, segons sembla, durant la guerra dels cent anys. Antiga seu d'una baronia que depenia del marquesat d'Aubeterre. Se'n troba el rastre fins a la Revolució de 1789. Avui en dia, és un terròs apuntalat amb les seves fosses molt visibles.
- En el moment de la construcció de l'escola, els obrers descobriren un cluzeau situat prop de l'església el 4 de juny de 1908. Es feu una descripció i comunicació a la societat històrica i arqueològica del Charente pel Sr. Lafitte el setembre de 1908.
- Hi ha dos molins: el molí d'Auziac i el molí de Saillant.

### Arxius
- Registres parroquials i civils a partir del 1595.
- Deliberacions municipals des de la fi del segle xix.